# Vincent Etcheto
Pour l’écrivain français, voir Louis Etcheto.

a Compétitions nationales et continentales officielles uniquement.

Vincent Etcheto, né le 5 mars 1969 à Bayonne, est un joueur français de rugby à XV évoluant au poste de demi d'ouverture.
Il se reconvertit ensuite en tant qu'entraîneur. Exerçant tout d'abord en tant qu'adjoint auprès des arrières de l'Union Bordeaux Bègles et de l'Aviron bayonnais, il est par la suite manager du Soyaux Angoulême XV et du Montpellier HR.

## Biographie

### Carrière de joueur
Natif de Bayonne, Vincent Etcheto est le petit-fils de Jean Dauger et le fils de Roger Etcheto, demi d’ouverture puis entraîneur de l'Aviron bayonnais. Il est également le cousin du footballeur François Grenet. Il commence le rugby à XV avec ce dernier club, puis joue avec le CA Bordeaux Bègles dès 1993 après avoir passé deux saisons au Racing Club de France,.
Avec le CABBG, il est le meilleur réalisateur du championnat de France en 1995 avec 294 points.

### Carrière d'entraîneur
Lors de ses débuts, Etcheto exerce auprès des jeunes de l'Aviron bayonnais. En 2006, non reconduit après quatre années à Bayonne, il s'expatrie en Italie et devient entraîneur en chef de Rugby Leonessa 1928 à Brescia.
De retour en France, il entraîne le Boucau Tarnos Stade.
En 2009, il devient entraîneur des arrières de l'Union Bordeaux Bègles en Pro D2. Lors de la saison 2010-2011, il obtient le titre de meilleur staff d’entraîneurs de la Pro D2 avec Marc Delpoux et Laurent Armand lors de la Nuit du rugby 2011. En 2012, lors du renouvellement du staff bordelais à la suite du remplacement du manager Marc Delpoux par Raphaël Ibañez, Vincent Etcheto conserve son poste d'entraîneur des arrières.
À la fin de la saison 2014-2015, le président Laurent Marti le démet de ses fonctions. Le coach déclare ressentir « un sentiment d'incompréhension et d'injustice » à la suite de cette décision. Il rejoint alors l'Aviron bayonnais. Pour sa première saison à la tête du club, il conduit son équipe à la deuxième place de la saison régulière obtenant ainsi une place pour la phase de barrage. Après s'être imposé 28 à 16 face à Colomiers, l'Aviron bayonnais remporte la finale d'accession contre Aurillac en s'imposant 21 à 16. L'Aviron remonte en Top 14 grâce notamment à l'état d'esprit insufflé par le manager. 
Bayonne redescend aussitôt en Pro D2. À partir de 2017, il n'est plus entraîneur en chef mais responsable des arrières auprès de Pierre Berbizier (2017-2018) puis de Yannick Bru (2018-2019). Il quitte finalement le club en 2019, après le titre de champion de France de Pro D2.
Durant la Coupe du monde de rugby à XV 2015, il est consultant pour Canal+ et participe à l'émission Jour de Coupe du monde. En 2019, après avoir quitté l'Aviron bayonnais, il retrouve un poste de consultant pour Canal+. Il participe au Late Rugby Club sur Canal+ Sport. Il quitte de nouveau la chaîne lorsqu'il devient manager du Soyaux Angoulême XV.
À l'intersaison 2020, il est nommé manager du Stade nantais qui évolue en Fédérale 1 avec le projet de faire monter le club en Pro D2. Néanmoins, le club ayant été administrativement relégué en Fédérale 3 entre-temps, Etcheto choisit de quitter le club.
En octobre 2020, il intègre finalement l'encadrement du Soyaux Angoulême XV Charente en tant que consultant auprès des joueurs des lignes arrière. Le 20 octobre, il est nommé manager de l'équipe en remplacement d'Adrien Buononato, limogé. Le SA XV finira 16e de la phase régulière de Pro D2 cette saison et sera ainsi relégué en Nationale. Cependant la saison qui suit sera une réussite pour Vincent Etcheto puisqu'il parviendra à faire remonter son club en Pro D2. Il quitte la Charente à l'issue de la saison 2022-2023, saison où le club est parvenu à se maintenir lors de l'ultime journée face à Oyonnax.
La saison suivante, il est manager du Montpellier Hérault Rugby, pendant une seule année.
Après une saison sans activité sportive, à l'intersaison 2025, il est nommé entraîneur principal de l'Union sportive dacquoise en Pro D2, paraphant un contrat de deux années plus une optionnelle.

## Statistiques d'entraîneur
| Saison      | Club                  | Division  | Poste              | Classement                                | Coupe d'Europe | Challenge européen |
| ----------- | --------------------- | --------- | ------------------ | ----------------------------------------- | -------------- | ------------------ |
| 2009 - 2010 | Union Bordeaux Bègles | Pro D2    | Arrières           | 9e                                        | -              | -                  |
| 2010 - 2011 | Union Bordeaux Bègles | Pro D2    | Arrières           | Vainqueur en finale d'accession au Top 14 | -              | -                  |
| 2011 - 2012 | Union Bordeaux Bègles | Top 14    | Arrières           | 8e                                        | -              | Éliminé en poule   |
| 2012 - 2013 | Union Bordeaux Bègles | Top 14    | Arrières           | 12e                                       | -              | Éliminé en poule   |
| 2013 - 2014 | Union Bordeaux Bègles | Top 14    | Arrières           | 8e                                        | -              | Éliminé en poule   |
| 2014 - 2015 | Union Bordeaux Bègles | Top 14    | Arrières           | 7e                                        | -              | Éliminé en poule   |
| 2015 - 2016 | Aviron bayonnais      | Pro D2    | Entraîneur en chef | Vainqueur en finale d'accession au Top 14 | -              | -                  |
| 2016 - 2017 | Aviron bayonnais      | Top 14    | Entraîneur en chef | 14e, relégation                           | -              | Éliminé en poule   |
| 2017 - 2018 | Aviron bayonnais      | Pro D2    | Arrières           | 8e                                        | -              | -                  |
| 2018 - 2019 | Aviron bayonnais      | Pro D2    | Arrières           | Champion de France Pro D2                 | -              | -                  |
| 2020 - 2021 | Soyaux Angoulême XV   | Pro D2    | Manager            | 16e                                       | -              | -                  |
| 2021 - 2022 | Soyaux Angoulême XV   | Nationale | Manager            | 2e, défaite en finale                     | -              | -                  |
| 2022 - 2023 | Soyaux Angoulême XV   | Pro D2    | Manager            | 14e                                       | -              | -                  |

## Distinctions personnelles
- Nuit du rugby 2011 : Meilleur staff d'entraîneur de Pro D2 (avec Marc Delpoux et Laurent Armand) pour la saison 2010-2011
- Nuit du rugby 2019 : Meilleur staff d'entraîneur de Pro D2 (avec Yannick Bru, Joël Rey et Éric Artiguste) pour la saison 2018-2019

## Filmographie
Le documentaire Beau Joueur, réalisé par Delphine Gleize et sorti au cinéma en 2019, suit ses efforts pour maintenir l'Aviron bayonnais dans l'élite lors de la saison 2016-2017 du Top 14.